# Stephen Gyllenhaal
Stephen Roark Gyllenhaal (Cleveland, 1949. október 4. –) amerikai filmes és televíziós rendező, filmproducer és költő. Jake és Maggie Gyllenhaal színészek édesapja.

## Rendezői filmográfia

### Film
| Év   | Magyar cím             | Eredeti cím       | Feladatkör | Feladatkör | Feladatkör | Megjegyzések            |
| Év   | Magyar cím             | Eredeti cím       | Rendező    | Író        | Producer   | Megjegyzések            |
| ---- | ---------------------- | ----------------- | ---------- | ---------- | ---------- | ----------------------- |
| 1979 |                        | Exit 10           | Igen       | Igen       | Igen       | rövidfilm               |
| 1979 |                        | Best Horse        | Igen       | Igen       | Igen       | rövidfilm               |
| 1985 |                        | Certain Fury      | Igen       | Nem        | Nem        |                         |
| 1985 |                        | The New Kids      | Nem        | Igen       | Nem        | társíró: Brian Taggert  |
| 1992 | Lápvilág               | Waterland         | Igen       | Nem        | Nem        |                         |
| 1993 | Veszélyes nő           | A Dangerous Woman | Igen       | Nem        | Nem        |                         |
| 1995 | Bármi áron             | Losing Isaiah     | Igen       | Nem        | Nem        |                         |
| 1998 | Fű alatt               | Homegrown         | Igen       | Igen       | Nem        | társíró: Nicholas Kazan |
| 2012 | Fekete-fehér, igen-nem | Grassroots        | Igen       | Igen       | Nem        |                         |
| 2015 |                        | In Utero          | Nem        | Nem        | Igen       | dokumentumfilm          |
| 2016 |                        | So B. It          | Igen       | Nem        | Nem        |                         |
| 2023 |                        | UnCharitable      | Igen       | Nem        | Igen       | dokumentumfilm          |

### Televízió

#### Tévéfilm
| Év   | Magyar cím                 | Eredeti cím                   | Feladatkör | Feladatkör        |
| Év   | Magyar cím                 | Eredeti cím                   | Rendező    | Producer          |
| ---- | -------------------------- | ----------------------------- | ---------- | ----------------- |
| 1987 | Kari Swenson elrablása     | The Abduction of Kari Swenson | Igen       | Nem               |
| 1988 |                            | Promised a Miracle            | Igen       | Nem               |
| 1990 |                            | A Killing in a Small Town     | Igen       | Nem               |
| 1990 | Kémek családja             | Family of Spies               | Igen       | Nem               |
| 1991 | Veszettség                 | Paris Trout                   | Igen       | Nem               |
| 1996 |                            | Shattered Mind                | Igen       | Igen              |
| 1998 | Hazugok védőszentje        | The Patron Saint of Liars     | Igen       | Igen              |
| 1999 |                            | Resurrection                  | Igen       | Nem               |
| 2001 | A börtönigazgató           | The Warden of Red Rock        | Igen       | Nem               |
| 2002 | Kapcsolat a mennyországgal | Living with the Dead          | Igen       | Vezető koproducer |
| 2006 | Az időzített bomba         | Time Bomb                     | Igen       | Nem               |
| 2007 |                            | Manchild                      | Igen       | Nem               |
| 2011 |                            | Girl Fight                    | Igen       | Nem               |
| 2013 |                            | An Amish Murder               | Igen       | Nem               |

#### Sorozat
| Év        | Magyar cím                 | Eredeti cím   | Megjegyzések |
| --------- | -------------------------- | ------------- | ------------ |
| 2000      |                            | The $treet    | 1 epizód     |
| 2006–2010 | Gyilkos számok             | NUMB3RS       | 11 epizód    |
| 2008–2009 | Katonafeleségek            | Army Wives    | 3 epizód     |
| 2010      | A mentalista               | The Mentalist | 1 epizód     |
| 2010–2011 | Zsaruvér                   | Blue Bloods   | 2 epizód     |
| 2012      | 22-es körzet – A bűn utcái | NYC 22        | 2 epizód     |
| 2014–2015 | Hűtlen vágyak              | Satisfaction  | 3 epizód     |
| 2014–2016 |                            | Rectify       | 6 epizód     |
| 2015      | A kör bezárul              | Full Circle   | 2 epizód     |
| 2016      | Milliárdok nyomában        | Billions      | 1 epizód     |
| 2016–2017 | A jóslás urai              | Shut Eye      | 2 epizód     |
| 2017      | Harry Bosch – A nyomozó    | Bosch         | 1 epizód     |

## Fordítás
- Ez a szócikk részben vagy egészben  a   Stephen Gyllenhaal című angol Wikipédia-szócikk ezen változatának fordításán alapul.  Az eredeti cikk szerkesztőit annak laptörténete sorolja fel. Ez a jelzés csupán a megfogalmazás eredetét és a szerzői jogokat jelzi, nem szolgál a cikkben szereplő információk forrásmegjelöléseként.